# Amplorhinus multimaculatus
Amplorhinus multimaculatus är en ormart som beskrevs av Smith 1847. Amplorhinus multimaculatus är ensam i släktet Amplorhinus. Inga underarter finns listade i Catalogue of Life.
Arten ingår enligt Catalogue of Life i familjen snokar och enligt Reptile Database i familjen Lamprophiidae.
Hos denna orm blir honor upp till 47,1 cm långa och hannar når en längd av maximal 42,8 cm. Den har ett litet huvud som är lite bredare än halsen och ögon med runda pupiller. Kroppen är med vissa undantag täckt av mjuka fjäll som bildar 17 rader. Grundfärgen på bålens ovansida är brun till grönaktig. Ofta förekommer en ljus längsgående linje på ryggens mitt och flera mörkbruna till svarta fläckar. Undersidan är täckt av ljusgröna till ljusblåa fjäll.
Arten förekommer med flera från varandra skilda populationer i Sydafrika, Lesotho, Swaziland, Zimbabwe och Moçambique. Den vistas i bergstrakter nära vattendrag. Amplorhinus multimaculatus lever i områden med bladvass eller med andra vattenväxter och jagar groddjur samt ödlor. Det giftiga bettet anses allmänt inte vara farlig för människor men det kan orsaka lokala sår eller svullnader. Honan föder upp till 12 levande ungar (vivipari) som vid födelsen är 12,5 till 20cm långa.